# Liběchov
Liběchov (en allemand : Liboch) est une ville du district de Mělník, dans la région de Bohême-Centrale, en Tchéquie. Sa population s'élevait à 1 077 habitants en 2024.

## Géographie
Liběchov se trouve sur la rive droite de l'Elbe, à 7 km au nord-nord-ouest de Mělník, à 8 km au sud-ouest de Štětí et à 37 km au nord du centre de Prague.
La commune est limitée par Štětí au nord-ouest et au nord, par Tupadly, Želízy et Vysoká à l'est, par Mělník et Dolní Beřkovice au sud, et par Horní Počaply à l'ouest.

## Histoire
La première mention écrite de la localité date de 1252.

## Patrimoine
Le château de Liběchov :

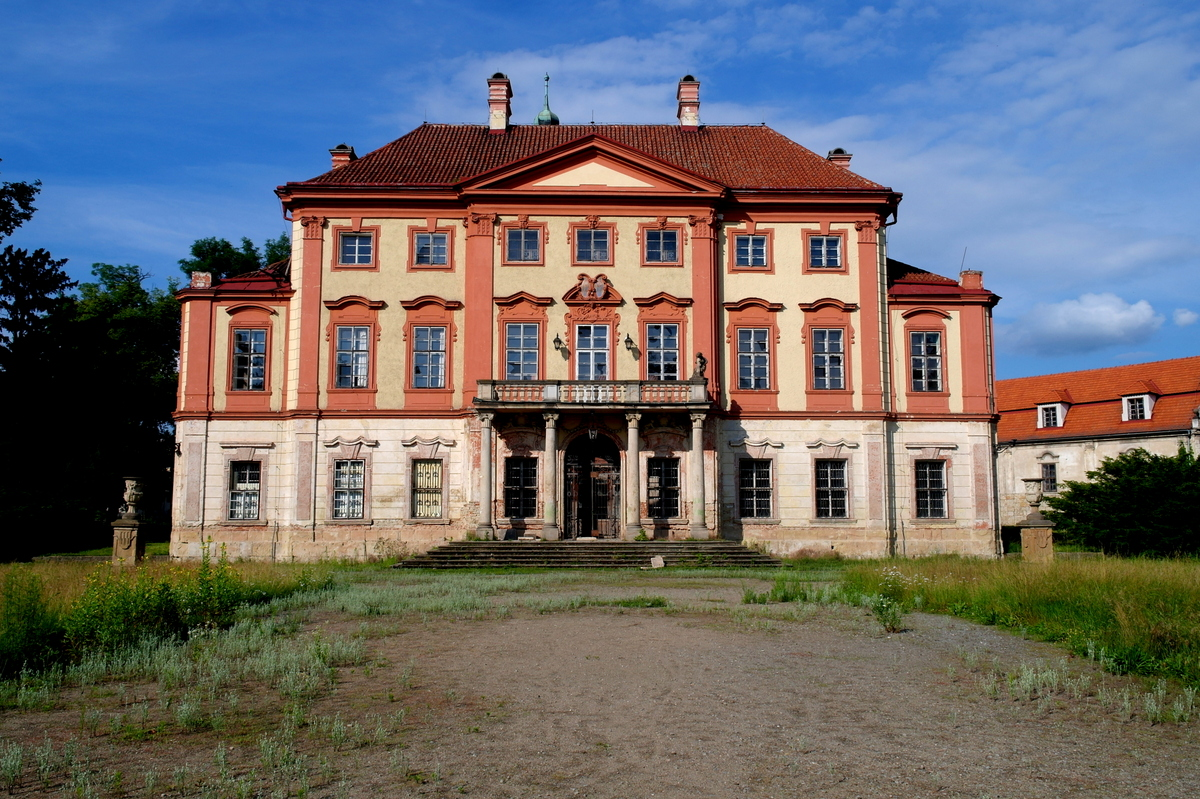
Façade du château.
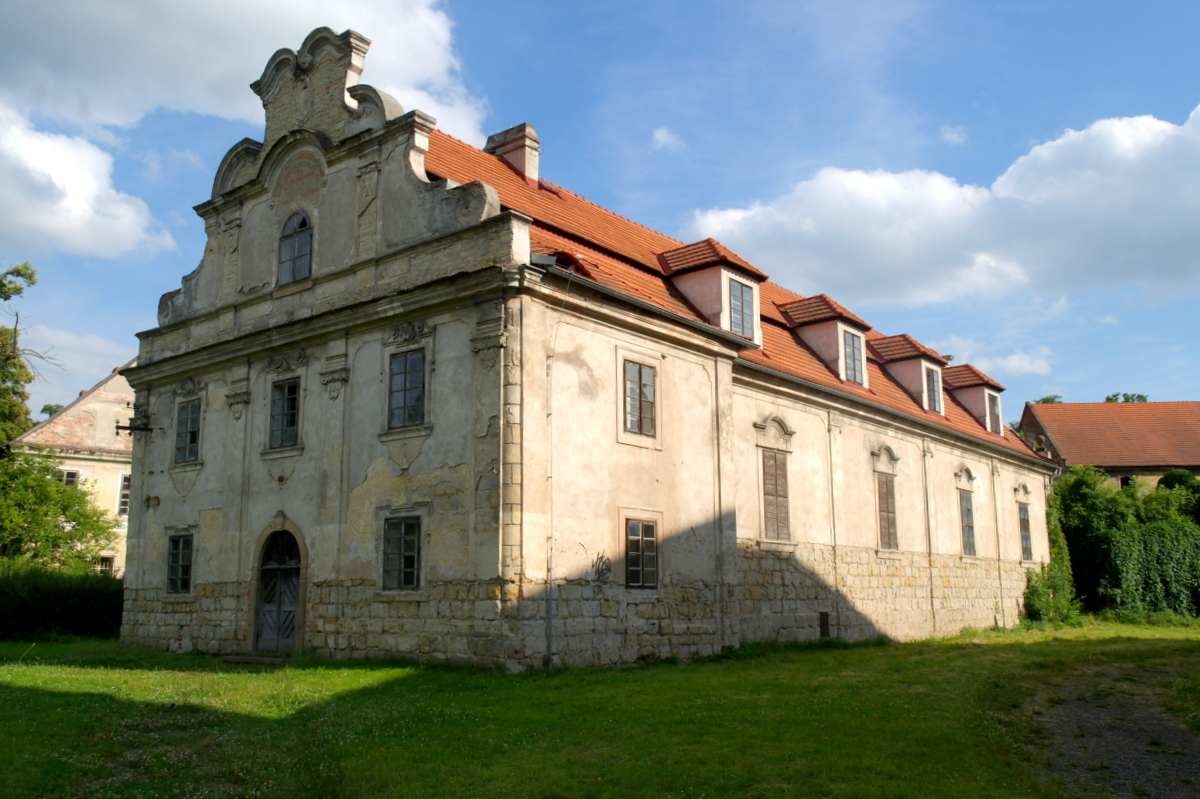
Une aile du château.

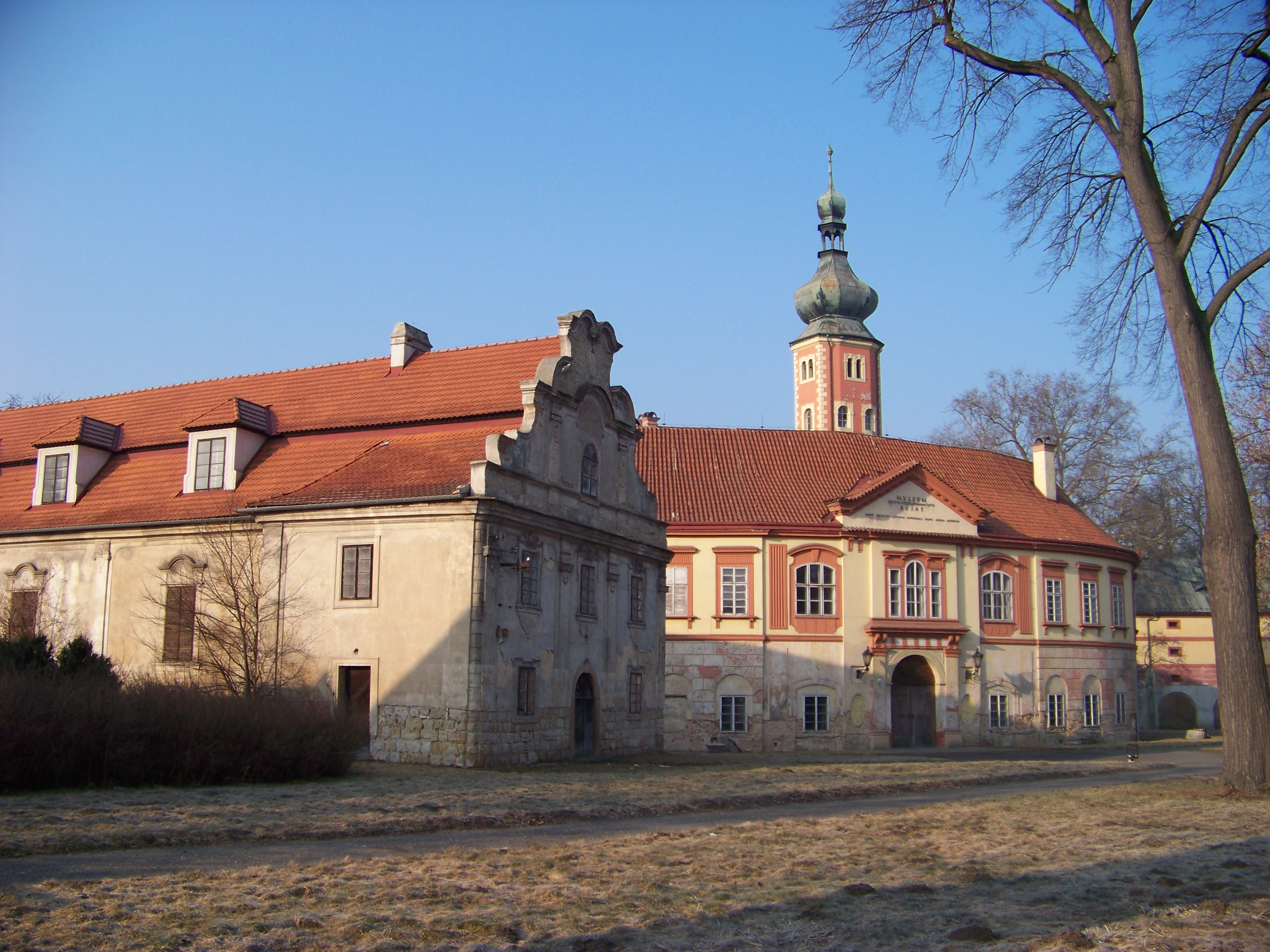
Vue de l'arrière du château.

Près de Liběchov, on retrouve Klácelka (en), une grotte artificielle présentant de grandes sculptures de Václav Levý (en).

## Administration
La commune se compose de deux sections :
- Liběchov
- Ješovice

## Transports
Par la route, Liběchov se trouve à 7 km de Mělník, à 30 km de Litoměřice et à 42 km de Prague.